# Seweryn Kahane
Seweryn Kahane (ur. ?, zm. 4 lipca 1946 w Kielcach) – polski działacz społeczności żydowskiej, przewodniczący Komitetu Żydowskiego w Kielcach, jedna z ofiar tzw. pogromu kieleckiego.  

## Życiorys

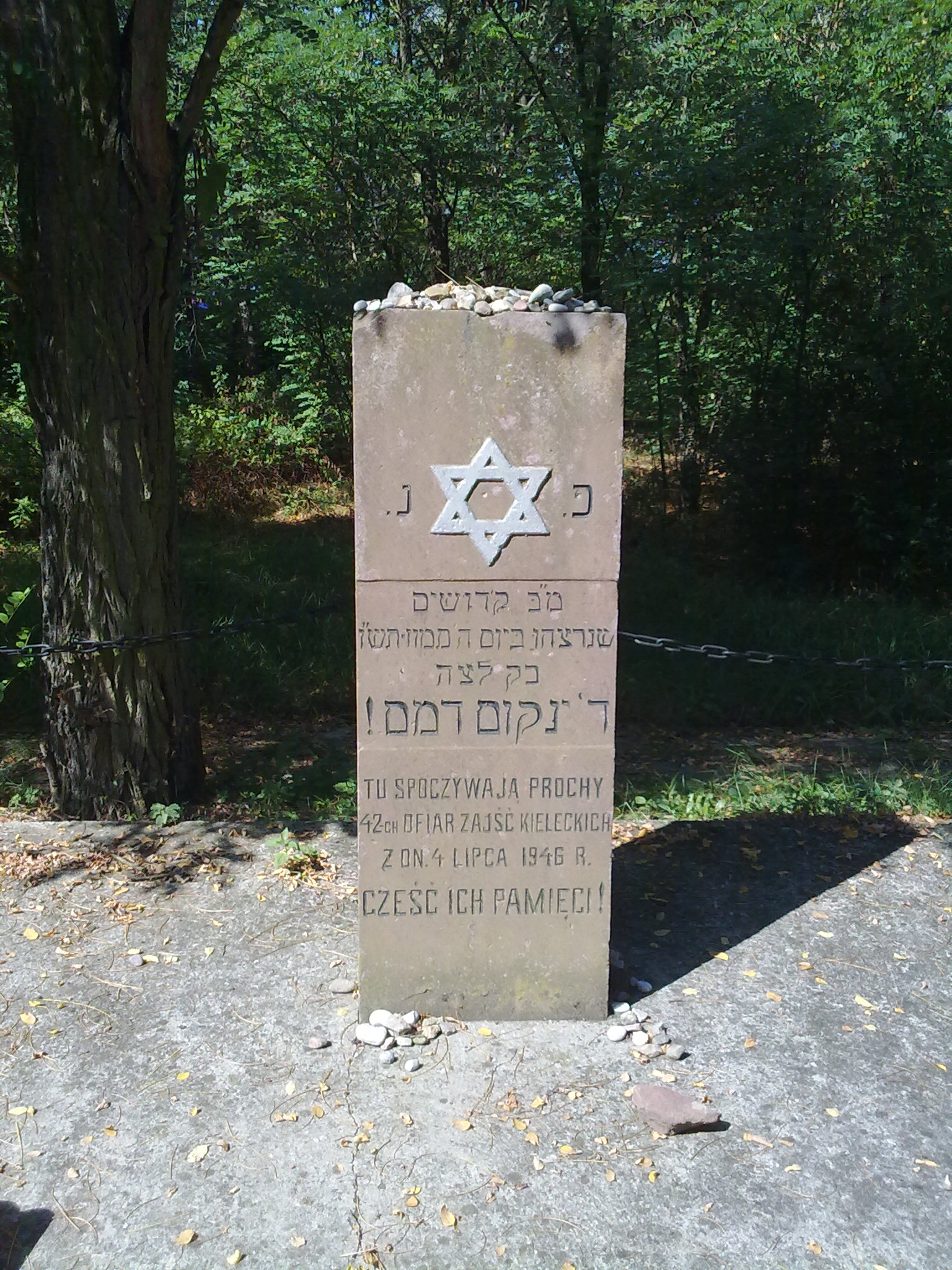
Grób ofiar pogromu na kieleckim cmentarzu żydowskim

Pochodził ze Lwowa. Jego dalekim krewnym był pisarz Stanisław Lem.
W czasie II wojny światowej Seweryn Kahane ukrywał się wraz z innymi krewnymi we Lwowie w tym ze Stanisławem Lemem, a także działał w oddziale partyzanckim. Po wojnie pełnił funkcję przewodniczącego Komitetu Wojewódzkiego Centralnego Komitetu Żydowskiego oraz przewodniczącego Wojewódzkiej Żydowskiej Komisji Historycznej.
Dr Kahane zginął 4 lipca 1946 w Kielcach w trakcie tzw. pogromu kieleckiego zastrzelony przez żołnierzy LWP.

## Upamiętnienie
Śmierć dr Seweryna Kahne jest tematem wiersza pt. Wiersz o zabiciu doktora Kahane autorstwa poety Juliana Kornhausera, z tomiku „Kamień i cień” (Wydawnictwo a5, Poznań, 1996). Wiersz ten jest aluzją literacką do powstałego w latach 1462–1463 Wiersza o zabiciu Andrzeja Tęczyńskiego, anonimowego autora. Analiza naukowa wiersza autorstwa Aleksandra Madydy ukazała się na łamach rocznika Frazy w 2018.
Postać dr Seweryna Kahane pojawiła się także w sztuce pt.  1946 poświęconej wydarzeniom pogromu kieleckiego i wystawionej w 2017 na deskach Teatru im. Stefana Żeromskiego w Kielcach w reżyserii Remigiusza Brzyka.